# 陸真
陸 真（りく しん、? - 472年）は、中国の北魏の軍人。本貫は代郡。

## 生涯
秦州長史の陸洛侯の子として生まれた。若い頃から騎射を得意とした。太武帝の初年、膂力に優れていたことから、内三郎に任じられた。たびたび征戦に従い、戦功を重ねて賞賜を受けた。
太平真君年間、柔然に対する征討に従って、功績により関内侯の爵を受けた。450年（太平真君11年）2月、懸瓠を攻撃したときには、楼に登って城中に矢を射こみ、無駄射ちが一切なかった。この年の7月に南朝宋の将軍の王玄謨が数万人の兵を率いて滑台に侵攻してくると、9月に陸真は太武帝に従って滑台の救援に向かった。10月、夜間に数人とともに小船に乗って王玄謨軍の包囲を抜け、滑台に入城して城中の人々を鼓舞した。城壁に登って、宋軍の陣営の様子を見回り、また包囲を抜けて本軍に帰還した。太武帝率いる北魏の大軍が渡河すると、王玄謨の宋軍は敗走した。陸真は太武帝に従って長江北岸まで侵攻し、また宋軍を撃破して、建武将軍・石城子の位を受けた。軍を北に返して盱眙を攻撃した。功績により給事中に任じられ、典太倉事をつとめた。
452年（興安元年）、文成帝が即位すると、陸真は冠軍将軍の位を受け、都昌侯の爵位に進んだ。散騎常侍に転じ、選部尚書をつとめた。456年（太安2年）、丁零の数千家が并州や定州に侵攻すると、陸真は并州刺史の乞伏成龍とともに楽平から東に入り、定州刺史の許崇之と協力して丁零の乱を平定した。457年（太安3年）から458年（太安4年）にかけての文成帝の東海巡行に従って、寧西将軍の位を受けた。まもなく安西将軍・長安鎮将に転じ、仮の建平公となった。胡人の賀略孫が千人あまりの人々を集めて石楼で反乱を起こすと、陸真はこれを撃破して、500人あまりを殺した。このとき初めて長蛇鎮を置いて、陸真がその築城にあたった。工事がまだ終わらない462年（和平3年）に、氐の豪族の仇傉檀らが反乱を起こしたため、陸真はこの反乱を討って、4000人あまりを殺し、長蛇鎮の城を完成させてから平城に帰還した。
467年（皇興元年）、東平王拓跋道符が長安で叛き、雍州刺史の魚玄明を殺害すると、陸真は長安鎮将となり、河南公の爵位を受けて出向した。長安の軍民は反乱を支持しておらず、陸真が到着すると、その統制に服した。咸陽の民の趙昌が南朝宋の龍驤将軍の位を受けて、鄠県と盩厔県を扇動して数百人を集め、赤谷に拠って叛いた。陸真は雍州刺史の劉邈とともにこの反乱を討ったが、趙昌は単騎で逃亡した。後に鄠県の民の王稚兄弟が2000人あまりを集めると、趙昌を呼び寄せた。始平県・石安県・池陽県・霊武県の人々がこの反乱に呼応して、5000人あまりとなり、治谷堡に拠った。ときに南郡王李恵らが6000の兵を率いて趙昌を討つために出立した。李恵らの軍が到着しないうちに、陸真は雍州刺史の劉邈とともに趙昌を討って撃破し、趙昌を斬り、反乱軍の首級3000あまりを挙げて平城に届けた。あわせて反乱軍の仲間700人あまりを処刑し、男女1000人あまりを捕らえた。雍州の人々は陸真の苛烈な処断に震えあがった。長安にあること数年、威名は広く知られた。472年（延興2年）、死去した。平城に葬られ、諡は烈といった。

## 子女
- 陸延（字は契胡提、汝陽侯、都督沃野武川懐朔三鎮諸軍事・安北将軍・懐朔鎮大将、金紫光禄大夫・太僕卿）
- 陸什夤（都官尚書、平南将軍・光禄大夫）

## 伝記資料
- 『魏書』巻30 列伝第18
- 『北史』巻25 列伝第13